# Faethón
Faethón (řecky Φαέθων, latinsky Phaethon, příp. Faëthon) je v řecké mytologii syn boha slunce Hélia (nebo také Apollón zvaný Foibos - Zářící) a jeho milenky Klymené.
Ovidius se ve svém díle Proměny (kniha II., kap.1) o Faethónovi zmiňuje takto: Byl to krásný mladík, hrdý na svého božského otce. Když jedenkrát Diův syn Epafos vyslovil pochybnosti o jeho původu, na matčinu radu se vydal za samotným bohem Héliem (Apollónem), aby získal zadostiučinění. Avšak pouhá slova mu nestačila, chtěl důkaz a Hélios mu slíbil splnit jakékoliv přání. A Faethón požádal, aby mu bůh Slunce půjčil na jeden den bájný sluneční vůz, se kterým denně koná svou cestu po nebeské klenbě. Hélios mu to vymlouval, poukazoval na jeho nezkušenost s nebeskými oři, na strach z nesmírné výšky nebes. Ale Faethón si nedal říct.
Samozřejmě tak, jak Hélios předvídal, se i stalo. Jízda trvala krátce, koně hned poznali, že je řídí nezkušená ruka, vyjeli ze své obvyklé dráhy a letěli nejdříve vysoko až ke hvězdám, pak slétli velmi nízko nad zem. Žárem spálili úrodné pláně Arábie, Núbie i Sahary a celou oblast změnili v poušť. Obyvatelům Afriky žár ožehl pleť, takže jsou navždy černí. Začala vysychat moře a země do hloubi praskala.
Matka země Gaia volala Dia (Jupitera, hromovládce), ať zachrání svět před úplnou zkázou. Zeus se ukrutně rozčílil a Faethonta srazil bleskem do hlubin. Mladíkova odvaha, ale zároveň nerozvážnost mu přinesla sympatie. Jeho spálené tělo našly nymfy u vod Éridanu a na náhrobek mu prý napsaly slova: „Padl, ale při velkém odvážném činu“ (Ovidius, Proměny, 2. kniha). Faethontovy sestry Héliovny se ze žalu změnily v topoly a z jejich slz, padajících do vod Éridanu, prý vznikl jantar.

## Báje o Faethónovi
Báje o Faethónovi jsou součástí řecké mytologie. Hélios měl s Klymenou, dcerou řecké bohyně, syna, který se jmenoval Faethón. Jednou se mu posmíval jeho příbuzný, syn hromovládného Dia Epafos. „Nevěřím, že jsi synem zářícího Hélia. Tvoje matka nemluví pravdu, jsi jen synem prostého smrtelníka!“ Faethón se rozhněval, běžel k matce a stěžoval si na urážku. Ale jeho matka vztáhnula ruku k zářícímu slunci a zvolala: „Ó synu! Zaklínám se při Héliovi, který nás vidí a slyší, kterého i ty sám nyní vidíš, že on je tvým otcem! Jdi k němu sám, on potvrdí tvá slova.“
A tak se Faethón vypravil ke svému otci Héliovi. Když přišel k jeho nádhernému paláci, který pro něj zhotovil bůh kovářství Hefaistos. Bůh slunce Hélios ho spatřil a ptal se: „Co tě přivádí do mých komnat synu?" Faethón se ho zeptal, jestli je skutečně jeho synem. A Hélios mu to potvrdil a ještě mu řekl: „A abys již nepochyboval, požádej mě, oč chceš a zaklínám se vodami posvátné řeky Stygu, že splním tvoji prosbu.“
Sotva Hélios domluvil, začal ho Faethón prosit, aby mu bylo dovoleno jet po nebeské klenbě místo samotného Hélia v jeho zlatém voze. Hélios byl zachvácen hrůzou. „Pošetilý, co to žádáš!“, zvolal Hélios. „Ó, kéž bych mohl zrušit svou přísahu! Žádáš nemožné, Faethóne. Vždyť to není v tvých silách. Vždyť ty jsi smrtelník, a cožpak toto je práce pro smrtelníka? Dokonce ani nesmrtelní bozi nedokážou jet v mém voze. Pomysli jen, na začátku je cesta tak příkrá, že i mí okřídlení koně po ní sotva vystoupí. Uprostřed vede tak vysoko nad zemí, že dokonce i mne ovládne strach, pohlédnu-li na moře a zemi hluboko rozprostřené pode mnou. Ke konci se pak cesta tak prudce spouští k posvátným břehům Ókeanu, že bez mého zkušeného vedení by vůz střemhlav letěl dolů a rozbil se. Ty se možná domníváš, že se na své cestě setkáš s mnoha krásami. Nikoliv, cesta vede nebezpečím, hrůzami, setkáš se s divou zvěří. Cesta je úzká, nakloníš-li se ke straně, očekávají tě rohy býka, opět hrozí luk kentaurův, rozlícený lev a strašný štír a rak (jsou myšlena souhvězdí). Věř mi, nechci být příčinou tvé záhuby. Ó kdybys jen mohl svým zrakem vniknout do mého srdce a spatřit, jak se o tebe bojím."
Ale Faethón nechtěl o ničem jiném slyšet a prosil Hélia, aby mu splnil jeho prosbu. „Dobře, splním tvoji prosbu. Neznepokojuj se, vždyť jsem se zapřisáhl vodami Stygu. Dostaneš, oč prosíš, domníval jsem se ale, že jsi rozumnější“, smutně odpověděl Hélios. Vyvedl Faethóna tam, kde stál jeho vůz. Přivedli už i Héliovy koně a zapřáhli je do vozu. Hélios potřel Faethónovi tvář posvátným olejem, aby jej nespálily sluneční paprsky a vložil mu na hlavu třpytící se věnec. Hélios pak dal synovi poslední radu a pokusil se ho přemluvit, aby nejel do nebezpečí a nechal jeho samotného jet ve voze. Avšak pošetilý Faethón to odmítl a sám rychle skočil do vozu a uchopil otěže. Raduje se a jásá, děkuje svému otci Héliovi a rychle se dává na cestu po nebesích. Koně bijí kopyty, plamen jim šlehá z nozder, lehce se ujali vozu a rychle se nesou mlhou vpřed po příkré cestě na nebe. Vůz se zdá koním nezvykle lehký. Hle, koně se již ženou po nebi, opouštějí svou obvyklou dráhu Héliovu a uhánějí cestou necestou. A Faethón neví, kde je vlastně cesta a nemá sil ovládnout koně. Pohlédl z výšky na zemi a strachem se mu roztřásla kolena a zatmělo se mu v očích. Už lituje, že uprosil svého otce Hélia, aby ho nechal řídit vůz. Faethón nemůže zvládnout koně, nezná jejich jména a nemá sil, aby je udržel na uzdě. Kolem sebe vidí strašná nebeská zvířata a děsí se ještě více. Vtom spatřil hrozitánského štíra a šílený strachem upustil otěže. Když koně pocítili volnost, vznesli se ještě rychleji. Tu se vznášejí k samým hvězdám, tu se opět spustí a nesou se skoro nad zemí. Héliova sestra bohyně Seléné ohromeně hledí, jak se koně jejího bratra ženou mimo svou dráhu, nikým neřízeni po nebi. Plameny od nízko se spustivšího vozu zachvacují zemi. Hynou velká a bohatá města, hynou celé kmeny. Dým zahaluje vše vůkol. Faethón v hustém dýmu nevidí, kde je. Voda v řekách a potocích vře. Nymfy pláčou a s hrůzou se skrývají v hlubokých lesích. Žárem puká země a paprsek slunce proniká do temného království Hádova. Moře začínají vysychat a mořská božstva trpí žárem. Tu se zvedla veliká bohyně země - Gaia a hlasitě vykřikla: „Ó, největší z bohů, Die hromovládný! Což musím zahynout, což musí zahynout království tvého bratra Poseidona i vše živoucí. Pohlédni, titán Atlas sotva již unese tíhu nebes. Vždyť i nebe i paláce bohů se mohou zřítit. Což se má všechno obrátit v prvotní chaos? Ó zachraň před ohněm, co ještě zbývá!“ Zeus uslyšel prosbu bohyně Gaie, strašně se rozmáchl pravicí a vrhl svůj třpytivý blesk, jehož plamenem utlumil požár. Diův blesk rozbil vůz. Héliovi koně se rozběhli po obloze na různé strany. Třísky vozu i postroje Héliových koní jsou rozházeny po nebi. A Faethón s hořícími kučerami na hlavě letí vzduchem jako padající hvězda. Padl do vln řeky Eridanu.
Nad záhubou Faethóna se nejvíce rmoutil jeho přítel Kyknos. Jeho bědování se nejvíce rozléhalo po březích Eridanu. Když bohové viděli jeho žal, proměnili ho ve sněhobílou labuť. Potom umístili řeku Eridanus jako souhvězdí na oblohu a proměněného Kykna také v podobě souhvězdí labutě.

## Odraz v umění
- kromě Ovidia se k tématu vyjadřovali mnozí novodobí umělci, známá je dramatická báseň Otakara Theera Faethón
- jsou známy také mnohé vázové malby a plastiky
- Faethón prosí Apollóna o zapůjčení slunečního vozu od Francesca Solimena (402*720 cm), malba v kalotové klenbě rizalitu v přízemí Šternberského paláce na Hradčanském náměstí v Praze{[2] }